# Касесйоки
Касесйоки (устар. Касэс-йоки) — река в России, протекает в Мурманской области. Устье реки находится в 8,2 км по левому берегу реки Шуонийоки. Длина реки составляет 19 км, площадь водосборного бассейна 100 км².

## Данные водного реестра
По данным государственного водного реестра России относится к Баренцево-Беломорскому бассейновому округу, водохозяйственный участок реки — реки бассейна Баренцева моря от реки Патсо-Йоки (граница РФ с Норвегией) до западной границы бассейна реки Печенга. Речной бассейн реки — бассейны рек Кольского полуострова, впадает в Баренцево море.
Код объекта в государственном водном реестре — 02010000112101000000221.